# فولبرايت (شركة ألعاب فيديو)
فولبرايت (بالإنجليزية: Fullbright)‏، واسمها الكامل شركة فولبرايت إل إل سي (The Fullbright Company LLC)، هي شركة أمريكية تهتم بإنتاج وتطوير ألعاب الفيديو، أسست سنة 2012م ويقع مقرها في مدينة بورتلاند بولاية أوريغون الأمريكية.